# Distretto di Acomayo
Il distretto di Acomayo è un distretto del Perù nella provincia di Acomayo (regione di Cusco) con 5.380 abitanti al censimento 2007 dei quali 2.154 urbani e 3.226 rurali.
È stato istituito fin dall'indipendenza del Perù.